# 由仁加
由仁加（ゆにか、6月14日 - ）は、福岡県出身のモデル。グレートジェマー所属。アーティスティックスイミングで鍛えた躍動感あふれる肢体が魅力。スキューバダイビングのCカード（オープンダイバー）保有。

## 出演

### CM
- さつま白波
- オールトヨタ中古車センター
- 鶴屋
- タカプラ（髙島屋）
- 聖心美容外科
- コーケンドラッグ
- やずや（健康食品）
- ほっかほっか亭（ハンバーグ弁当）
- 岩田屋（ワコール）

### スチル
- すばる学園
- ベイサイドプレイススケートリンク
- オールトヨタ中古車センター
- タカプラ（髙島屋）
- プルミエール専門学校
- イムズ
- 講談社「ヤングマガジン」
- NTT DoCoMo九州

### ショー
- ハウステンボスブライダル
- ウェディングボックスブライダルショー
- FILLA
- 天神コア
- ソラリアプラザレラ六本木販売
- J&R
- ダリアヘアーショー
- ハイアットリージェンシーブライダルショー
- Z-SIDEヘアーショー

### 撮影会
- アリミノ
- 京セラ
- 富士フイルム

### VP
- メディアプライス「すてき通販」

### 雑誌
- 国土交通省雑誌広告モデル